# João Gilberto
João Gilberto Prado Pereira de Oliveira, brazilski pevec in kitarist, 10. junij 1931, Juazeiro, Bahia, Brazilija, † 6. julij 2019, Rio de Janeiro.
Skupaj z Antoniom Jobimom in Viniciusom de Moraesom je bil eden najpomembnejših ustvarjalcev glasbenega stila bossa nova. Njegova plošča in istoimenska pesem Chega de Saudade je spremenila bossa novo v uspešnico.